# Bucniów (przystanek kolejowy)
Bucniów (ukr. Буцнів) – przystanek kolejowy w miejscowości Bucniów, w rejonie tarnopolskim, w obwodzie tarnopolskim, na Ukrainie. Położony jest na linii Tarnopol – Stryj.

## Historia
Przystanek powstał w okresie przynależności tych terenów do Austro-Węgier.